# Johann Georg Stigler
Johann Georg Stigler (* 23. Mai 1730 in Neumarkt in der Oberpfalz; † 24. Februar 1761) war ein deutscher Mathematiker und Gründungsmitglied der Bayerischen Akademie der Wissenschaften.

## Leben
Stigler studierte in Amberg und Ingolstadt humanistische  Fächer und ab 1750 an der Universität Regensburg Philosophie und später auch Theologie. Den Wunsch in ein Kloster in der Nähe von Regensburg einzutreten, gab er auf und widmete sich nur noch Studien der reinen und angewandten Mathematik. Als im Jahr 1756 in München das Bayerische Kadettenkorps gegründet wurde, nahm er einen Ruf an diese Offiziersschule an und wurde Professor für Mathematik. Er beteiligte sich an den Planungen zur Gründung der zunächst als Churbaierische Akademie bezeichneten Bayerischen Akademie der Wissenschaften und wurde 1759 deren ordentliches Mitglied.
Stigler publizierte bis zu seinem frühen Tod im Jahr 1761 ein Buch und mehrere Abhandlungen.

## Werke
- Johann Georg Stigler: Anleitung zu denen mathematischen Wissenschaften, worinnen die Theorie mit der Praxi in einem natürlichen Zusammen-Hang verknüpfet zum Nutzen und Gebrauch aller Liebhabern der mathematischen Wahrheiten und insonderheit seiner Herren Zuhörern. Thuille, München 1757, S. 302.